# 黄花岗站
黄花岗站是广州地铁6號線的車站，位于中国广东省广州市越秀区先烈中路科苑東路口以北，於2013年12月28日啟用。

## 車站結構

### 車站樓層
本站共有四層，地面设有兩個站廳，附近是先烈東路、科苑東路、雲鶴北街，中国科学院广州分院及其它建築；地下一、二層為設備區；地下三層為6號綫月台。
| 地面     | 北站厅                  | 售票機、客服中心、安检设施、文化艺术墙 |  |  |
|          | 南站厅                  | 售票機、客服中心、警务室、安检设施     |  |  |
| 地下一层 | 缓冲平台 （南、北站廳） | 来往站厅和月台 车站设备区              |  |  |
| 地下二层 | 缓冲平台 （北站廳）     | 来往站厅和月台 车站设备区              |  |  |
|          | 缓冲平台 （南站廳）     | 来往站厅和月台、卫生间 车站设备区      |  |  |
| 地下三层 | 2 站台                  | █6号线 潯峰崗方向（下站：区庄）        |  |  |
|          | 分离式站台              |                                        |  |  |
|          |                         | 中部通道连接两侧站台                   |  |  |
|          | 分离式站台              |                                        |  |  |
|          | 1 站台                  | █6号线 香雪方向（下站：沙河顶）        |  |  |

### 站厅
由于车站选址在较为密集的住宅区范围，同时先烈中路交通繁忙，在车站建设同时，为不影响先烈中路的交通，黄花岗站共设有南北两个地面站厅，兩個站廳被先烈中路分隔，分別前往A、B出口，各地面站厅设有售票机以及客服中心。由于站厅以及地下一二层缓冲平台面积有限，车站无论是在收费区还是非收费区，均没有设置车站商店。
两个站厅的收费区范围内设有多组扶手电梯以及楼梯供乘客通过两层緩衝平台以前往地下三層的站台層。另外受车站设计的所限，本站無法设置直達站廳及站台的升降机，只能設置一台从北站廳直達地下二層緩衝平台的升降机，同时在地下二層緩衝平台至站台层的楼梯间设置了轮椅升降机，轮椅的残障人士使用上述升降机时需向车站工作人员求助。
本站的卫生间设于南站厅收费区的缓冲平台处。
本站為6號線首期六個文化站之一，在本站站廳層B出口設有以「浩氣長存」為主題的文化藝術牆，主要內容為黃花崗七十二烈士墓園，车站柱面裝飾亦為黃花崗七十二烈士墓園。

### 月台
本站設有一組同層的分離式月台，以島式月台的方式排列，月台之間以行人通道連接，位於先烈中路地底。
另外，本站北端設有一條存車線。當6號線東段發生故障時，往香雪列車會通過此渡線折返，以本站為臨時總站。

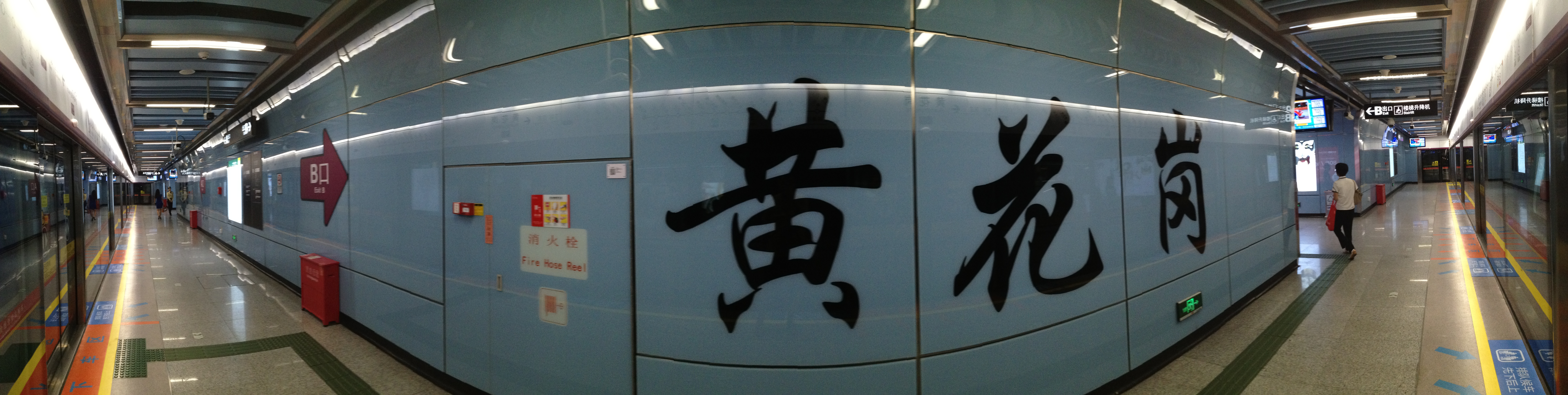
月台全景图（浔峰岗方向）

### 出入口
黄花岗站共设置了2个出入口，分别位于先烈中路两侧。
|                                 |                                  |      |          | |
| 編號                            | 设施                             | 照片 | 出口指示 | 建議前往的目的地 |
| 南站廳                          |                                  |      |          | |
| A                               | 同层                             |      | 先烈中路 | 广州动物园、银翔路、云鹤北街、中科院广州分院、省科学院、广东省知识产权保护中心、黄花岗公交车站（东行）、动物园（先烈中路）公交总站 |
| 北站廳                          |                                  |      |          | |
| B                               | 盲道标志 · 无障碍通道标志 · 同层 |      | 先烈中路 | 科苑东路、科苑西路、太和岗路、黄花岗七十二烈士墓园、广东省地震局、黄花岗公交车站（西行）、动物园（先烈中路）公交总站               |
| 註： 設有 \| 設有 \| 設於同一層 |                                  |      |          | |

## 接驳交通
黄花岗站附近设有多个巴士车站，分别位于车站东北侧的公交总站动物园总站，以及位于先烈中路两侧的黄花岗公交中途站，方便乘客转驳巴士前往广州市区各地。
| 编号 | 编号                 | 线路                               | 线路                               | 线路                               | 收费                               | 备注                               |
| ---- | -------------------- | ---------------------------------- | ---------------------------------- | ---------------------------------- | ---------------------------------- | ---------------------------------- |
|      | 6                    | 黄沙                               | ⇆                                  | 天河北公交总站                     | 2元                                |                                    |
|      | 16                   | 天平架                             | ⇆                                  | 凤凰岗                             | 2元                                |                                    |
|      | 65                   | 已于2022年8月7日停办               | 已于2022年8月7日停办               | 已于2022年8月7日停办               | 已于2022年8月7日停办               | 已于2022年8月7日停办               |
|      | 74                   | 水秀一路                           | ⇆                                  | 动物园（先烈中路）                 | 2元                                |                                    |
|      | 78                   | 岑村                               | ⇆                                  | 东山广场                           | 2元                                |                                    |
|      | 85                   | 已于2023年6月18日停办              | 已于2023年6月18日停办              | 已于2023年6月18日停办              | 已于2023年6月18日停办              | 已于2023年6月18日停办              |
|      | 112                  | 已于2025年3月2日停办               | 已于2025年3月2日停办               | 已于2025年3月2日停办               | 已于2025年3月2日停办               | 已于2025年3月2日停办               |
|      | 192                  | 水荫路                             | ⇆                                  | 珠江医院                           | 2元                                |                                    |
|      | 201                  | 先烈南路                           | ⇆                                  | 犀牛角村                           | 2元                                |                                    |
|      | 219                  | 已于2025年5月1日停办               | 已于2025年5月1日停办               | 已于2025年5月1日停办               | 已于2025年5月1日停办               | 已于2025年5月1日停办               |
|      | 220                  | 南箕路                             | ⇆                                  | 动物园（先烈中路）                 | 2元                                |                                    |
|      | 223                  | 白云路                             | ⇆                                  | 白云花园                           | 2元                                |                                    |
|      | 236                  | 天平架                             | ⇆                                  | 滘口客运站                         | 2元                                |                                    |
|      | 285                  | 云台花园                           | ⇆                                  | 花地大道南（鹅公村）               | 3元                                |                                    |
|      | 290                  | 金沙洲（涛乐街）                   | ↺                                  | 草暖公园                           | 2元                                |                                    |
|      | 482                  | 动物园（先烈中路）                 | ↻                                  | 广东电视台                         | 2元                                |                                    |
|      | 833                  | 广卫路                             | ⇆                                  | 太和                               | 3元                                |                                    |
|      | 862B                 | Module:CNBUS/GZ/data中无此广州线路 | Module:CNBUS/GZ/data中无此广州线路 | Module:CNBUS/GZ/data中无此广州线路 | Module:CNBUS/GZ/data中无此广州线路 | Module:CNBUS/GZ/data中无此广州线路 |
|      | 大学城专线4大学城4线 | 天平架                             | ⇆                                  | 大学城（广大）                     | 3元                                | 15分/班（寒暑假期间30–60分/班）    |
|      | 高峰快线8            | 已于2022年9月25日停办              | 已于2022年9月25日停办              | 已于2022年9月25日停办              | 已于2022年9月25日停办              | 已于2022年9月25日停办              |
|      | 夜5                  | 天平架                             | ⇆                                  | 黄沙                               | 3元                                | 6路附属线路                        |
|      | 夜46                 | 奥林匹克体育中心                   | ⇆                                  | 石化路                             | 4元                                |                                    |
|      | 夜69                 | 滘口客运站                         | ⇆                                  | 鳌鱼岗大街牌坊                     | 4元                                | 236路附属线路                      |
|      | 夜71                 | 燕塘企业                           | ⇆                                  | 渔沙坦（渔中路）                   | 3元                                |                                    |

| 编号 | 编号      | 线路                  | 线路                  | 线路                  | 收费                  | 备注                  |
| ---- | --------- | --------------------- | --------------------- | --------------------- | --------------------- | --------------------- |
|      | 74        | 水秀一路              | ⇆                     | 动物园（先烈中路）    | 2元                   |                       |
|      | 220       | 南箕路                | ⇆                     | 动物园（先烈中路）    | 2元                   |                       |
|      | 246       | 广州火车东站          | ⇆                     | 太和（丰泰横路）      | 3元                   |                       |
|      | 482       | 动物园（先烈中路）    | ↻                     | 广东电视台            | 2元                   |                       |
|      | 夜46      | 奥林匹克体育中心      | ⇆                     | 石化路                | 4元                   |                       |
|      | 高峰快线8 | 已于2022年9月25日停办 | 已于2022年9月25日停办 | 已于2022年9月25日停办 | 已于2022年9月25日停办 | 已于2022年9月25日停办 |

## 利用状况
黄花岗站主要服務周邊的住宅區，因此，使用該站的人流都是居住於鄰近屋苑的居民或於鄰近科学院上班的市民。除了上下班及上下課繁忙時間外，利用該站出入閘的人流僅屬一般。
由于该站离广州动物园正门僅约500米的距离，因此节假日期间会有部分遊客取道本站來往動物園（尤其是來往園內的廣州海洋館），避免使用人多擠迫的動物園站，部分时段更需要进行客流管制。

## 历史

### 选址及興建

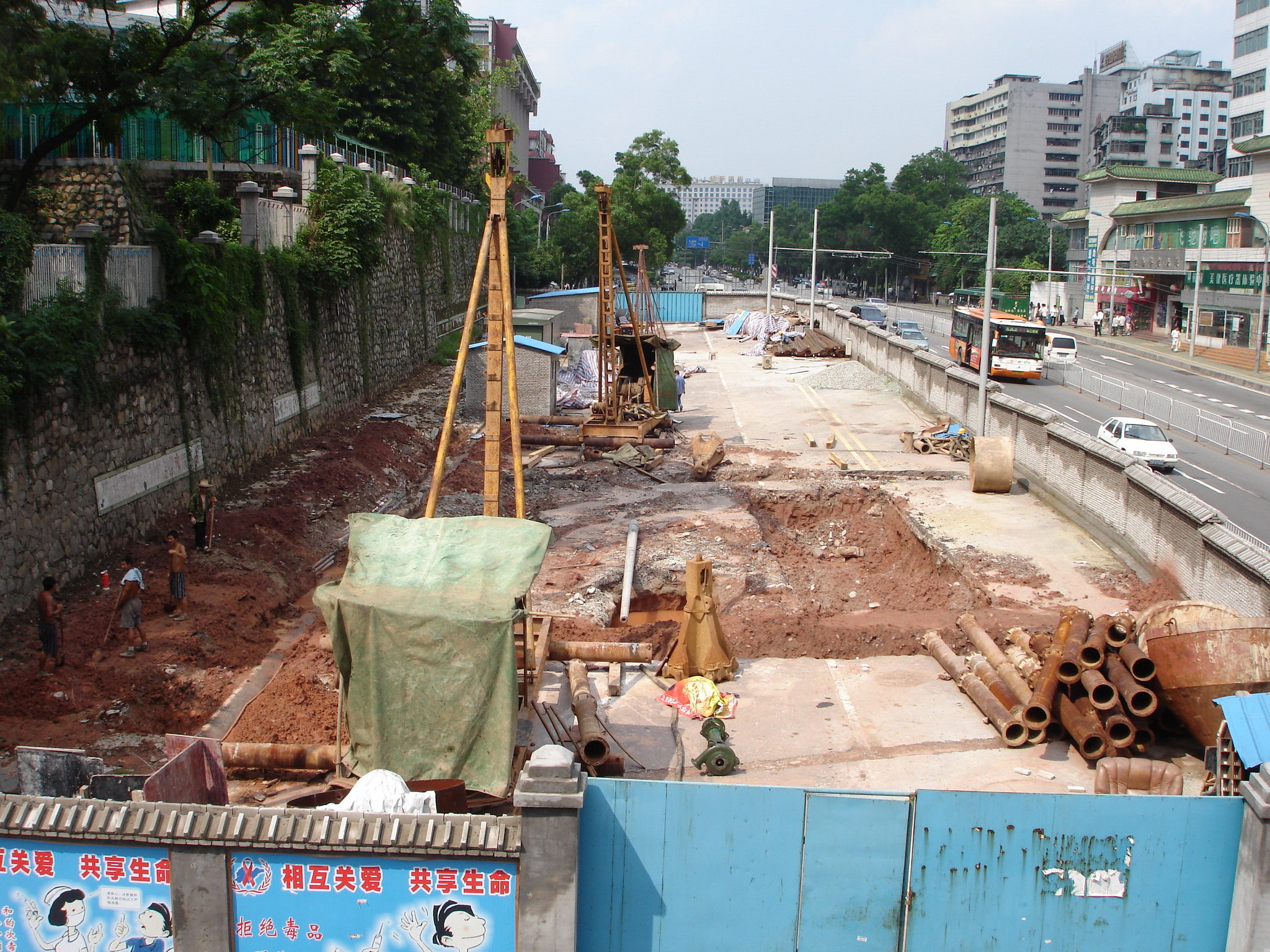
2008年本站进行暗挖站台竖井施工

在1997年的《廣州市城市快速軌道交通線網規劃研究（最終報告）》中，當時的7號綫设有黄花岗站，後來於2003年方案中，7號綫易名为6号线，同样设有黄花岗站。
车站原本选址于先烈中路81号大院75号楼的南侧。75号楼建成于1983年，是改革开放以来广州市建设的第一栋高层住宅楼。有居民认为该楼抗震能力差，因此反对兴建车站，车站于2007年底被迫停工。最后，车站站位东移134米，施工方法亦由明挖改为明暗挖结合。2013年12月28日，本站隨6號線首期開通試運營而啟用。

### 运营意外
- 2013年12月29日，即本站啟用翌日，長湴方向月台（现1号月台）北端即因水管破裂而出現漏水，事件導致6號線長湴方向部分班次在本站不停站通過，影響達半小時[7]。